# Byung Chul Kim

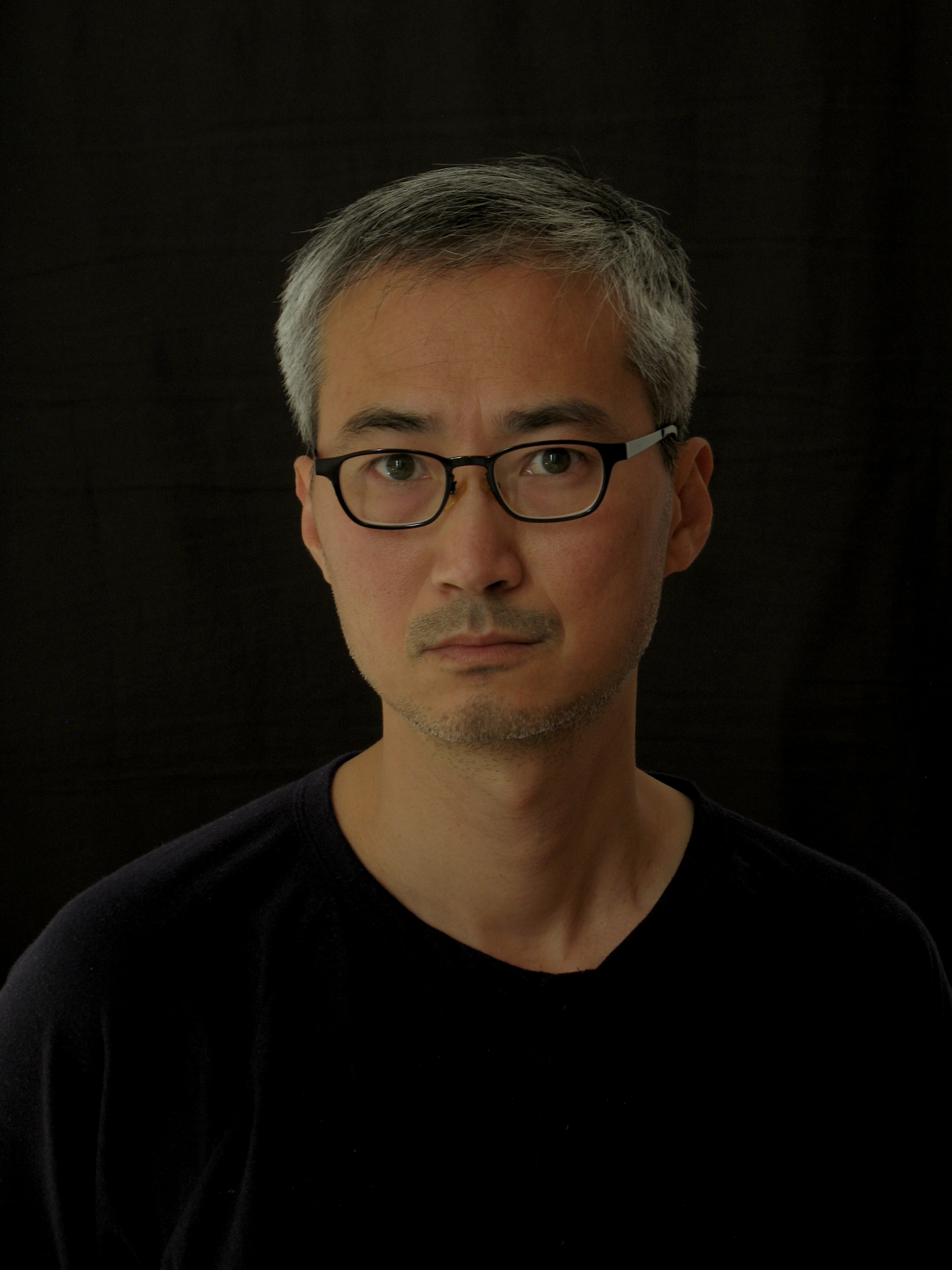
Byung Chul Kim (2018)

Byung Chul Kim (* 1974 in Seoul, Südkorea) ist ein südkoreanischer Künstler, der seit 2004 in Deutschland lebt. Er arbeitet sowohl als Performance-Künstler als auch in den Medien Zeichnung, Malerei und Video.

## Leben und Werk
Aufgewachsen im Landesinneren Südkoreas, verbrachte Byung Chul Kim seine Jugend in Seoul, wo er im Alter von 15 bis 17 Jahren in einem buddhistischen Kloster lebte. Kim studierte zunächst an der Chugye University for the Arts in Seoul westliche Malerei, bevor er an der Akademie der Bildenden Künste Stuttgart bei Christian Jankowski Installation, Performance und Video studierte. Kim absolvierte ein Gastsemester in der Masterclass des Graduate Fine Art Programm des California College of the Arts in San Francisco. Im Jahr 2011 erhielt Kim das Diplom für Bildhauerei an der Staatlichen Akademie der Bildenden Künste Stuttgart.
Bekannt wurde Byung Chul Kim mit seinem einjährigen Projekt (2009–2010) "Performance-Hotel", einem international rezipierten, partizipativen Kunstprojekt im Stuttgarter Osten. Thema dieses wie auch vieler weiterer Projekte ist Kims Suche nach alternativen Tauschmitteln: Im Performance-Hotel und im Performance-Express (Zugfahrten nach Paris, Metz, Luxemburg, 2010–2011) konnte gegen eine Performance ein Schlafplatz bzw. ein Zugticket erworben werden. Im Jahr 2014 eröffnete Byung Chul Kim auf Einladung der Kunsthalle Baden-Baden im Rahmen der Ausstellung "Room Service" erneut ein temporäres Performance-Hotel in Baden-Baden. Mit diesen Aktionen, wie auch mit dem Projekt, "Humor-Restaurant", in welchem sich der Gast mit einer humorvollen Darbietung eine Mahlzeit verdienen kann, konterkariert der Künstler Kim als Antwort auf die Finanzkrise die Monopolstellung des Geldes.
Byung Chul Kim setzt seine Ideen auch in den Medien Zeichnung und Video um. Diese Werke, z. B. der Zyklus „Der kleine Künstler“ (siehe Werke in Öffentlichen Sammlungen), zeichnen sich durch subtile philosophische Überlegungen aus, welche sich mit feinsinnigem Humor dem Betrachter der Werke darbieten. Themen der Arbeiten sind „Glück“ (siehe Werke in Öffentlichen Sammlungen), der Kreislauf des Lebens, Tod und Existenz; oft vermischen sich dabei traditionelle buddhistische Themen mit westlichen Einflüssen und spiegeln so Kims transkulturelle Arbeitsweise wieder.
Byung Chul Kim führt seine Performance-Projekte in Deutschland, der Schweiz, Frankreich, den USA und Afrika durch. Seine Storyboards, Zeichnungen und Videos waren u. a. im Kunstverein Zürich, bei Wiensowski & Harbord in Berlin und im Richmond Art Center in Richmond (USA) zu sehen.

## Werke in öffentlichen Sammlungen
- "Der Stein", 150 cm × 220 cm, Graphit auf Papier, 2013, Villa Merkel, Galerie der Stadt Esslingen
- "Das Glück", 150 cm × 200 cm, Graphit auf Papier, 2014, Villa Merkel, Galerie der Stadt Esslingen
- „Performance Express“, 80 × 60 cm, „Everybody Happy Company“, 80 × 60 cm, 2011, Kunstmuseum Stuttgart
- „Performance Hotel“, 5 Fotos, Video, ca. 30 min und Objekt, 2010, Kunstmuseum Stuttgart
- „Der kleine Künstler“, Video und Zeichnung, 28 min, 2007, Kunsthalle Göppingen